# Samostan sv. Frančiška (Fiesole)
Samostan sv. Frančiška (italijansko: Convento di San Francesco) je frančiškanski samostan, ki se nahaja v zahodnem zgodovinskem središču mesta Fiesole v Toskani.
Stoji se na ulici Via San Francesco, nedaleč od stolnice sv. Romula in nekdanje bazilike sv. Aleksandra.

## Zgodovina
Frančiškani so leta 1399 na mestu sedanjega samostana zgradili manjšo puščavnico. Konec 15. stoletja so podzemno kapelo povečali z nadzemno apsido in korom. Med letoma 1905 in 1906 je cerkev obnovil arhitekt Giuseppe Castellucci, ki je cerkvi vrnil slog, podoben prvotnemu.

## Objekti
Sedanji kompleks je sestavljen iz cerkve in samostana. 

### Cerkev
Pročelje cerkve je v gotskem slogu z dvokapno streho. Zgrajeno je iz kamnitih blokov in zidano. V središču je portal, obdan z visečo verando, ki v notranjosti predstavlja luneto s fresko, ki prikazuje svetega Frančiška, v oboku pa fresko sv. Frančiška z angeli. Nad vrati je okno rozeta. Na zunanji steni na desni se odpira stranski portal, ki ga zaključuje luneta s kipom Marije z otrokom v sredini na ozadju, sestavljenem iz freske, ki prikazuje dva angela, ki molita.
Notranjost enoladijske cerkve je v preprostem gotskem slogu, ladja je pokrita z banjasto obokanim stropom. Razdeljena je na štiri obočne pole s polikanimi pilastri. Med oboki so štirje stranski oltarji. Na štirih stranskih oltarjih, dveh v prvem in dveh v tretjem, so Santissima Concezione Piera di Cosima, Oznanjenje Raffaellina del Garba, Mistična poroka sv. Katarine Cennija di Francesca in Čaščenje sv. Treh kraljev, istoimensko delo mojstra Epifanije Fiesole (konec 15. stoletja). V drugi obočni poli sta neogotska marmorna prižnica (desna stena) in triptih Biccija di Lorenza Ustoličena Madona in otrok med angeli in svetniki (leva stena). Četrto polo v celoti zaseda prezbiterij, razmejen z marmornato ograjo, na zunanjo stran pa se odpira z dvema trikrilnima oknoma, po eno na vsaki stranski steni. Za glavnim oltarjem je Križanje Neri di Biccija in renesančna apsida.
V zadnji steni apside so cevne orgle, ki jih je leta 1938 zgradil Mascioni. Orgle imajo popolnoma električni pogon. Ima tri manuale s po 61 registri in konkavno radialnim pedalom z 32 registri.
- Čaščenje sv. Treh kraljev
- Oznanjenje, Raffaellino del Garbo
- Mistična poroka sv. Katarine, Cenni di Francesco
- Križanje, Neri di Bicci

### Samostan
Samostan se nahaja desno od cerkve. Njegov glavni vhod je obrnjen proti trgu in je sestavljen iz freskanega loka. Samostansko stavbo obkrožajo trije križni hodniki. Največji obsega štiristranski portik, prekrit s križnim obokom.